# Virtuelles Institut „Transformation – Energiewende NRW“
Das Virtuelle Institut „Transformation – Energiewende NRW“ ist ein Zusammenschluss wissenschaftlicher Einrichtungen in Nordrhein-Westfalen, der den nachhaltigen Umbau des Energieversorgungssystems in Nordrhein-Westfalen wissenschaftlich begleitet und unterstützt. Der Schwerpunkt der Forschungsarbeiten des VI liegt auf den sozio-ökonomischen und kulturellen Implikationen der Energiewende unter Berücksichtigung der spezifischen nordrhein-westfälischen Rahmenbedingungen. Die Projekte des Virtuellen Instituts werden aktuell gefördert vom Ministerium für Wirtschaft, Innovation, Digitalisierung und Energie des Landes Nordrhein-Westfalen und unterstützt vom Cluster EnergieForschung.NRW. Die Projektleitung wird u. a. von Andreas Farwick vom Geographischen Institut der Ruhr-Universität Bochum und Manfred Fischedick vom Wuppertal Institut übernommen.

## Laufende Projekte
Laufende Projekte gefördert durch das Ministerium für Wirtschaft, Innovation, Digitalisierung und Energie des Landes Nordrhein-Westfalen:
- Forschungscluster: Transformation industrieller Infrastrukturen
  - Protanz.NRW: Analyse von Protestbewegungen aus dem Bereich Energie und Klimaschutz und deren Einfluss auf die Entwicklung gesellschaftlicher Akzeptanz innovativer Technologiepfade im Kontext industrieller Dekarbonisierungsstrategien in Nordrhein-Westfalen

## Abgeschlossene Projekte
Abgeschlossene Projekte gefördert durch das Ministerium für Wirtschaft, Innovation, Digitalisierung und Energie des Landes Nordrhein-Westfalen:
- Forschungscluster: Transformation industrieller Infrastrukturen
  - EnerDigit – Energiewende und Digitalisierung zwischen Dezentralität und Zentralität: regionale und unternehmenskulturelle Perspektiven
- Forschungscluster: Governance und Partizipation
  - EnerUrb – Urbanisierung: Energiewende in NRW im Spannungsfeld von Stadt und Land
- Forschungscluster: Mentalitäten und Verhaltensmustern
  - EnerChange – Spaltung in NRW überwinden – Energiewende für alle kommunizieren
- Wissenschaftliches Begleitprojekt
  - EnerTrend – Systemische Analyse von Wechselwirkungen der Energiewende in NRW mit zentralen Megatrends

Abgeschlossene Projekte gefördert durch das Ministerium für Kultur und Wissenschaft des Landes Nordrhein-Westfalen:
- Forschungscluster: Transformation industrieller Infrastrukturen
  - Transformationsprozesse für nachhaltige und wettbewerbsfähige Wirtschafts- und Industriestrukturen in NRW im Kontext der Energiewende (Laufzeit Juni 2015 bis Mai 2017)
- Forschungscluster: Governance und Partizipation
  - Energiewende.NRW – Bürger gestalten den Umbau des Energiesystems (Laufzeit: April 2015 bis März 2017)
- Forschungscluster: Mentalitäten und Verhaltensmustern
  - Mentalitäten und Verhaltensmuster im Kontext der Energiewende in NRW (Laufzeit: März 2015 bis Mai 2017)
- Wissenschaftliches Begleitprojekt
  - Transformation – Energiewende NRW (Laufzeit: März 2015 bis Dezember 2017)

## Konsortium
Das Virtuellen Institut „Transformation – Energiewende NRW“ forscht interdisziplinär und versammelt unterschiedliche Forschungseinrichtungen in Nordrhein-Westfalen unter sich.
- Bergische Universität Wuppertal
- Energiewirtschaftliches Institut an der Universität zu Köln (EWI);
- Forschungszentrum Jülich GmbH Institut für Energie- und Klimaforschung – Systemforschung und Technologische Entwicklung (IEK-STE);
- Fraunhofer-Institut für Umwelt-, Sicherheits- und Energietechnik UMSICHT;
- Hochschule Bochum
- Institut Arbeit und Technik
- RWTH Aachen, Institute for Future Energy Consumer Needs and Behaviour (FCN);
- Technische Universität Dortmund
- Wuppertal Institut für Klima, Umwelt, Energie (WI)
- Ruhr-Universität Bochum, Geographisches Institut
- Institut für Landes- und Stadtentwicklungsforschung